# Mano (Francja)
Mano – miejscowość i gmina we Francji, w regionie Nowa Akwitania, w departamencie Landy.
Według danych na rok 1990 gminę zamieszkiwały 103 osoby, a gęstość zaludnienia wynosiła 3 osób/km² (wśród 2290 gmin Akwitanii Mano plasuje się na 1073. miejscu pod względem liczby ludności, natomiast pod względem powierzchni na miejscu 231.).